# Grande Prémio de Literatura DST
O Grande Prémio de Literatura DST é um prémio literário instituído pela Imobiliária Teixeira & Filhos, atual DSTgroup.
Foi criado em 1995 e destina-se a galardoar todos os anos uma obra em português, de autor português nascido e residente no território nacional. No valor de 15 000 euros, o prémio distingue, alternadamente, edições de prosa e poesia, em primeira edição, no biénio que os precedeu.

## Vencedores
- 1995 – José Manuel Mendes com Presságios do sul
- 1996 – Orlando de Albuquerque com A Porta Fechada
- 1997 – Sebastião Alba com A Noite Dividida
- 1998 – Francisco Duarte Mangas com Geografia do medo
- 1999 – Firmino Mendes com Um segredo guarda o mundo
- 2000 – Maria Ondina Braga com Vidas vencidas
- 2001 – Vergílio Alberto Vieira com A imposição das mãos
- 2002 – José Leon Machado com Fluviais
- 2003 – Vergílio Alberto Vieira com O voo da serpente
- 2004 – Mário de Carvalho com Fantasia para dois coronéis e uma piscina
- 2005 – Gastão Cruz com Repercussão
- 2006 – Filomena Marona Beja com A sopa
- 2007 – Nuno Júdice com Geometria variável
- 2008 – A. M. Pires Cabral com O cónego
- 2009 - Manuel Gusmão com A Terceira Mão
- 2010 – Maria Velho da Costa com Myra
- 2012 – Jacinto Lucas Pires com O verdadeiro ator
- 2013 - Armando Silva Carvalho com De amore
- 2015 – Luísa Costa Gomes com Cláudio e Constantino
- 2016 - Manuel Alegre com Bairro Ocidental[3]
- 2017 - Mário Cláudio com Astronomia
- 2018 - Daniel Jonas com Oblívio[4]
- 2019 - Lídia Jorge com Estuário[5]
- 2020 - Fernando Guimarães com Junto à Pedra
- 2021 - João de Melo com Livro de Vozes e Sombras
- 2022 - João Luís Barreto Guimarães com Movimento
- 2023 - Teolinda Gersão com O regresso de Júlia Mann a Paraty
- 2024 - José Viale Moutinho com Desaparecimento progressivo[6]
- 2025 - Luísa Costa Gomes com Visitar amigos